# 新丰路街道
新丰路街道是中华人民共和国河北省承德市丰宁满族自治县下辖的一个街道办事处。

## 行政区划
新丰路街道下辖以下村级行政区划单位：
花石社区、永安社区、双新社区、九龙社区、隆达社区、胜利社区、桃山社区、西山社区和华泽社区。